# Clovia lemniscata
Clovia lemniscata är en insektsart som först beskrevs av Carl Stål 1854.  Clovia lemniscata ingår i släktet Clovia och familjen spottstritar. Inga underarter finns listade i Catalogue of Life.